# 루덴도르프교

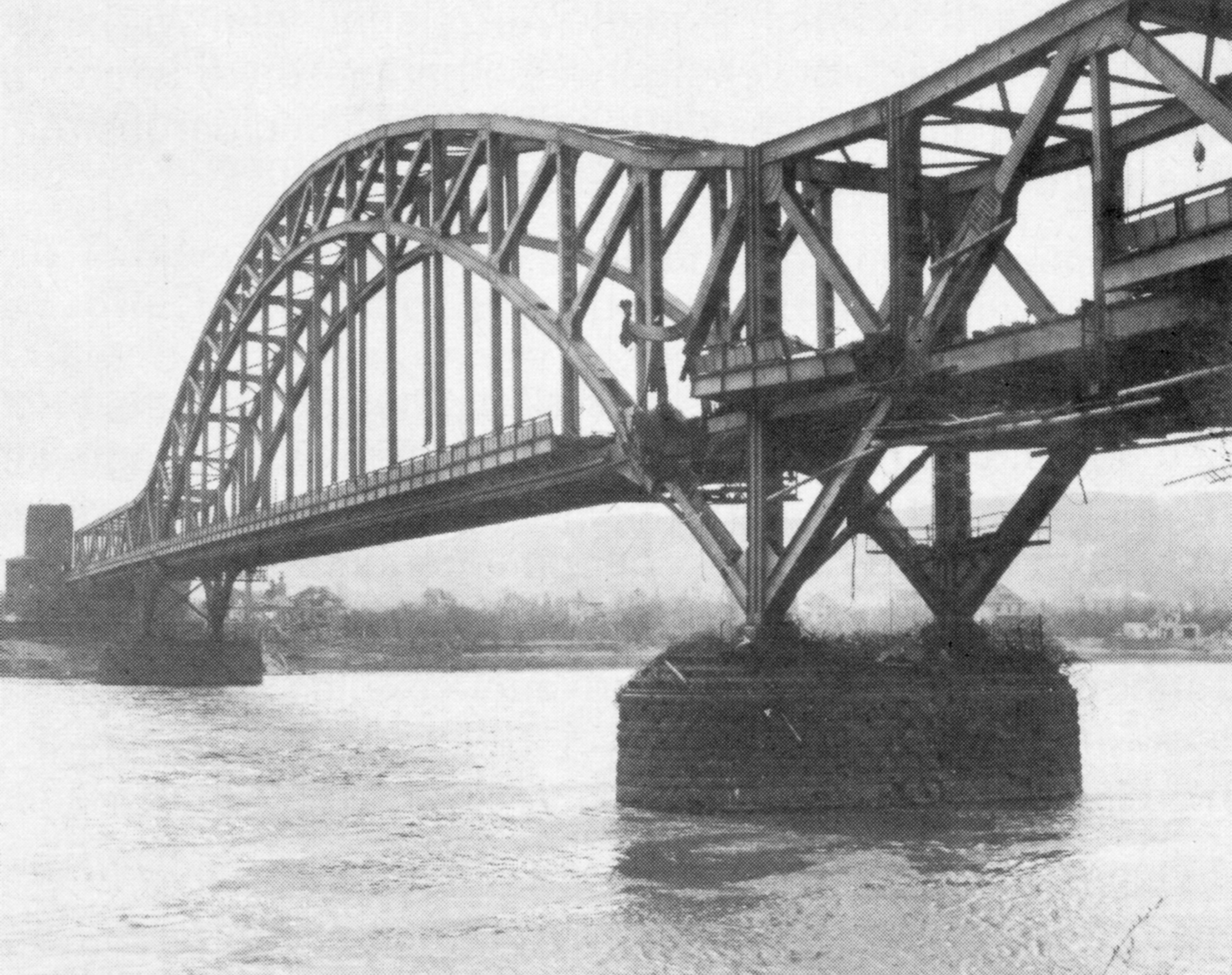
루덴도르프 교 교각

루덴도르프 교(독일어: Brueke der Ludendorff)는 독일 라인란트팔츠주 레마겐(독일어: Remagen)에 있던 철교이다. 라인강 사이의 레마겐과 에르펠(독일어: Erpel) 을 잇는 다리였으며, 2차대전 당시인 1945년 3월 7일 연합군에게 점령된 라인 강 최초의 다리인 것으로 유명하다. 이 다리를 건너 미군은 처음으로 라인 강 너머에 교두보를 마련할 수 있었다. 루덴도르프 교는 당시 라인 강에 유일하게 폭파되지 않고 남아있던 다리였고 이 다리만 건너면 베를린으로 직행되는 독일의 심장부로 진격할 수 있었으므로 루덴도르프 교의 점령은 2차대전에서 전략적으로 중요한 전환점이 되었으며, 다리가 튼튼했기 때문에 전투 후 별다른 후속조치 없이 전차와 트럭도 견딜 수 있었다. 점령 후 독일군은 연합군의 다리 사용 지연과 다리를 붕괴시키기 위해 다급한 공격을 가했으며, 연합군은 교두보를 주위의 군사 거점으로 확대하면서 포병 공격을 가할 수 없게 하고 전투 중 피해를 복귀하는 등 필사적으로 방어했지만 3월 17일에 붕괴되었다. 흔히 레마겐의 철교(영어: The Bridge at Remagen)라고 하며 1968년 동명의 영화가 제작되기도 했다.

## 역사
루덴도르프 교는 타넨베르크 전투를 승리로 이끌어 제1차 세계 대전의 영웅이 된 에리히 루덴도르프 장군의 이름을 따 1916년부터 1919년까지 건설한 철교였다. 루덴도르프 교는 우[右](동[東])라인철도(독일어: Rechte Rheinstrecke)와 좌[左](서[西])라인철도(독일어: Linke Rheinstrecke), 라인강 너머의 아르탈반(독일어: Ahrtalbahn)을 연결하는 철교로, 루르 공업지대에서 생산한 서부전선의 보급품과 물자 조달, 병력 수송을 더 쉽게 하기 위한 전략 철도 계획에서 중요한 부분이었는데, 루덴도르프 교만 건너면 쾰른이나 뒤셀도르프 부근의 사용량이 많은 철도를 거치지 않고 아르탈반을 거쳐 바로 룩셈부르크나 프랑스 영토로 진입할 수 있었기 때문이었다. 루덴도르프가 이 교각의 건설을 명령했으며, 건축설계는 칼 비너(Karl Wiener) 라는 공학자가 담당했고 건설은 빌핑어 베르거(Bilfinger Berger AG)사에서 담당했고 러시아 군 포로들이 노역을 하기도 했다. 당시로서는 최신형인 아치 트러스트 공법을 이용해 교각 지지물은 단 2개밖에 없으면서 325m 의 복선철도 교각이 튼튼히 지지될 수 있도록 건설되었고, 목재 상판 몇장으로 보행 역할도 할 수 있었다. 그러나 정작 철도 기점인 루르 지역의 노이스(독일어: Neuss) 와 레마겐 사이의 철도가 제1차 세계 대전이 끝난 뒤에도 건설되지 않아 사용되지 않아 독일군 후퇴용으로만 사용되는 신세로 전락하였고, 부근 철도가 사용되지 않으면서 루덴도르프 교는 결국 레마겐과 그 반대편 마을인 에르펠 사이의 보행자 다리 역할 정도만 하게 되었다. 이것은 또한 제2차 세계 대전 이후 루덴도르프 교가 다시 지어지지 않은 이유도 된다.
당시 전선 보급 목적으로 건설된 철교는 3개가 있었는데 2개는 빙엔(독일어: Bingen)의 힌덴부르크 교(독일어: Brueke der Hindenburg)와 코블렌츠 근처에 있는 울미츠 교(독일어: Brueke der Urmitz)로, 이 3개 철교는 당시 제2차 세계 대전때 미국 3 군에게 노획된 4개 철교 중 하나였다.
1944년 9월 4일, 연합군 공군이 서부 전선 독일군의 보급을 담당하는 라인 강의 모든 다리에 대해 폭격을 시작했고, 루덴도르프 교도 10월 9일 33발의 폭탄이 떨어지면서 상당한 피해를 입었다. 1944년 12월 29일에도 4발의 폭탄으로 피해를 입었고, 1945년 1월과 2월 사이에도 계속 폭격의 대상이 되었다. 그러나 이러한 폭격은 레마겐이나 에르펠을 주로 파괴시키는데 불과했고, 루덴도르프 교는 계속 수리되어 사용되었다.

### 연합군의 점령

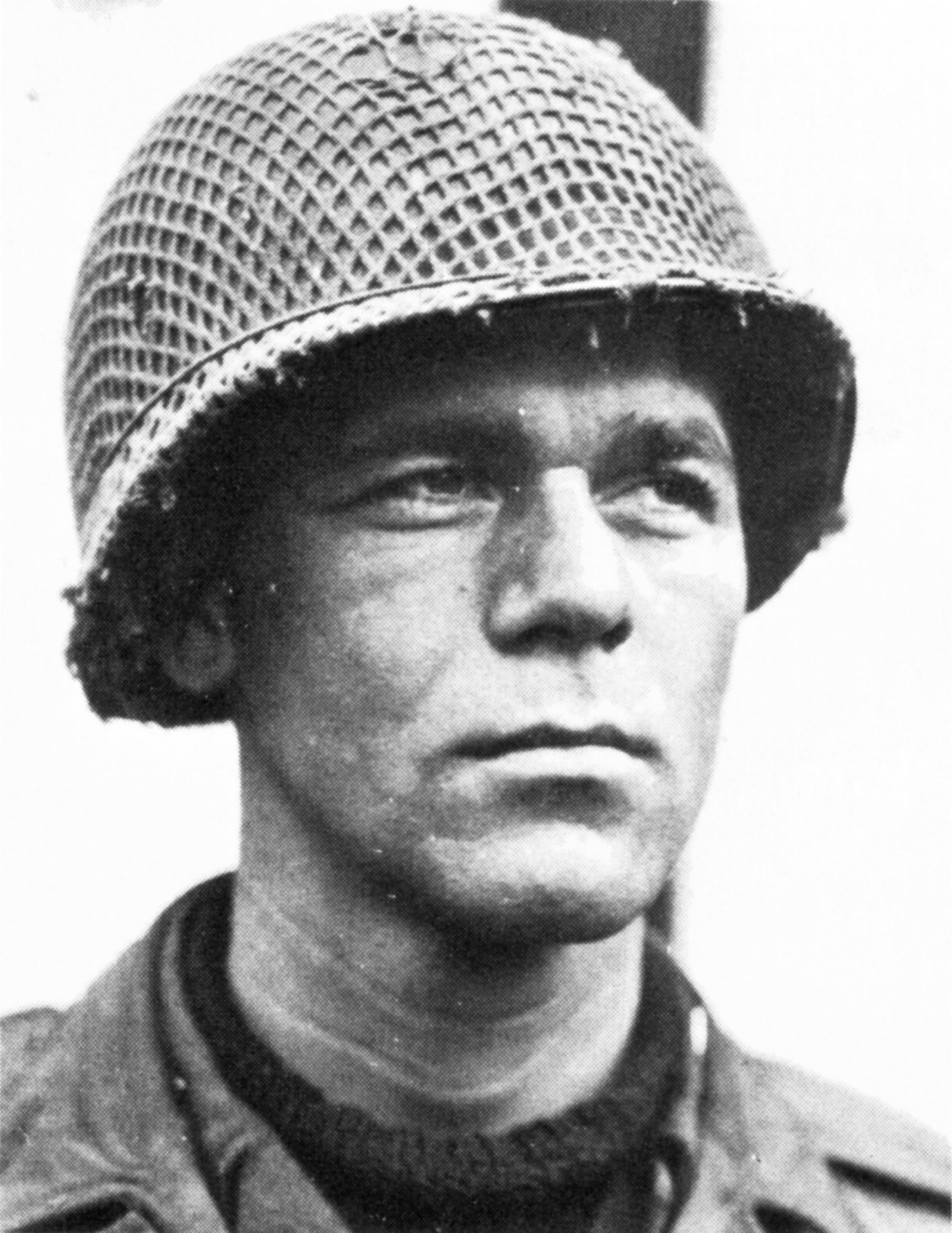
카를 하인츠 팀머만 중위

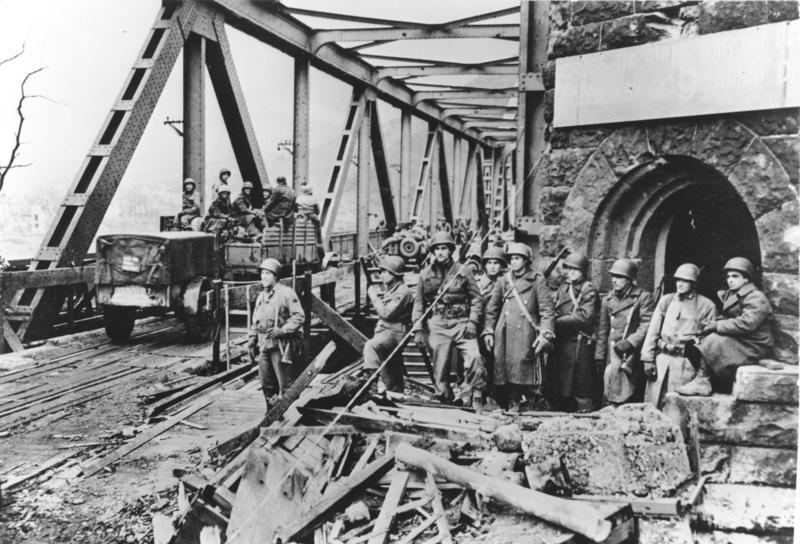
1945년 3월 7일의 루덴도르프 교

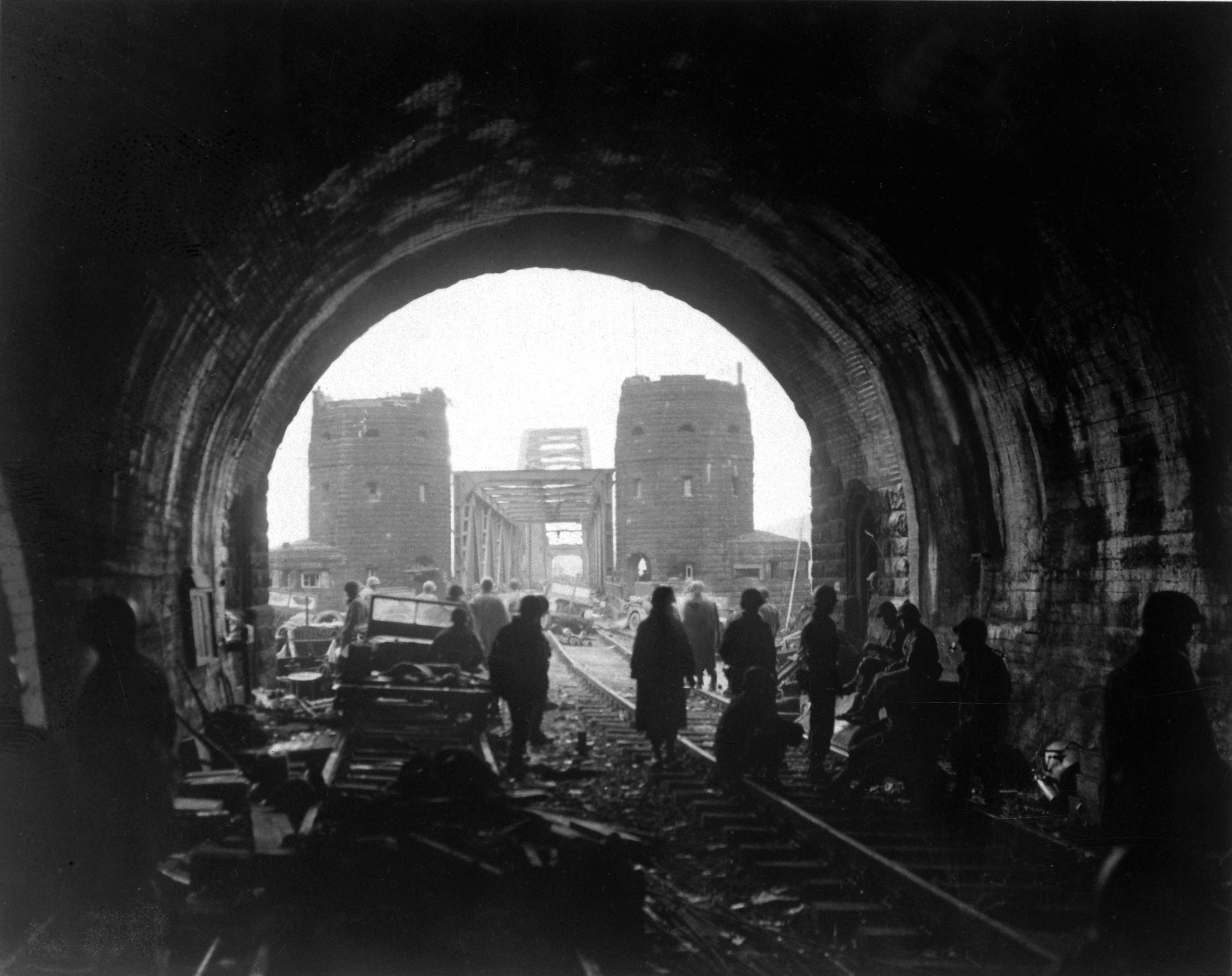
1945년 3월 11일에 레마겐에서 에르펠을 바라보는 쪽으로 촬영된 유명한 루덴도르프 교 사진.

1945년 3월 7일 오후 1시 30분, 럼버잭 작전의 일환으로 라인 강을 공략 중이었던 연합군 미국 9 기갑사단(사단장 : 존 W. 레오너드(John W Leonard) 소장) 30수색대대 소속이었던 에버트 버로즈(Evert Burrows) 소위는 독일군의 동태를 살피려 레마겐 쪽 언덕을 올랐다가 멀쩡하게 보존되어 있는 루덴도르프 교를 보게 되었다. 당시에는 연합군이 서부 전선의 독일군 보급을 막기 위해 라인 강의 다리를 공군력을 이용해 파괴했으며, 파리 점령 후에는 독일군이 연합군의 라인 강 도하를 막기 위해 모든 다리를 파괴하고 있던 상황이었기 때문에, 이는 라인 강을 손쉽게 건널 매우 귀중한 기회였다. 즉시 B전투단(Combat Command B)이 다리 점령을 위해 출동했다. 그때 반대 편인 에르펠 측에는 2개 수비중대와 기타 병력 600명, 히틀러 유겐트 소속 200명을 포함해 총 1,600명이 주둔하고 있었다고 한다.
카를 하인츠 팀머만(Karl Heinz Timmermann) 중위의 지휘로 B전투단 소속 5대의 M26 퍼싱 전차를 선두로 한 특공대가 다리 초입부로 진입하자 건너편의 독일군은 당황할 수밖에 없었고, 폭파 담당 책임자가 스위치를 눌렀지만 불발에 그쳤다. 이것은 슐레지아 지방에서 강제 징집된 폴란드인 엔지니어가 케이블을 끊어 놓았기 때문이었다. 한 중사의 자원으로 다시 케이블을 이어 폭발은 성공시켰으나, 교각 골조의 견고함에 비해 폭파용으로 계산된 TNT의 양이 적어서 다리 상판 3개가 충격에 의해 날라갔을 뿐이었다. 결국 독일군의 폭파 시도는 실패에 그치고 말았다.
미군으로서는 최초로 오하이오주 출신의 알렉산더 드라빅(Alexander A. Drabic) 중사가 라인 강을 건넜으며, 장교로서는 최초로 카를 팀머만 중위가 라인 강을 건넜다. 이 두 사람은 후에 수훈 십자훈장(Distinguished Service Cross)을 수여받았으며, 다리 점령에 성공한 B 중대는 대통령 부대 표창(Presidential Unit Citation)을 수여받았다. 이 모든 과정에서 미군의 피해는 매우 적었으며, 루덴도르프 교는 1945년 3월 7일 오후 3시 10분에 연합군에 완전히 점령되었다. 전투공병대대가 교각 밑에 있던 모든 폭발물을 제거하고, 강철판을 덧대어 임시복구한 공병들 덕분에 전차들도 라인강을 건널 수 있게 되었다. 이날 하루에 미국 9 기갑사단, 78 보병사단, 99 보병사단 등 총 8,200명이 라인 강을 건넜다. 이러한 일련의 사건은 보도를 통해 "레마겐의 기적"(The Miracle of Remagen) 이라고 일컬어졌다. 점령 후에 다리 석조 망루에는 "9 기갑사단의 공적으로 발에 물을 적시지 않고 라인 강을 건너다"(Cross the Rhine with dry feet courtesy of 9th ARME Division)'라는 명판이 붙었는데 현재 이 명판은 켄터키주 포트 녹스(Fort Knox)의 조지 패튼 기병 기갑 박물관(George Patton Museum of Cavalry and Armor) 에 전시되어 있다.
미국 1 집단군 사령관 오마 브래들리는 이 점령 소식을 듣자마자 즉시 드와이트 아이젠하워 총사령관에게 연락하여 직속 명령을 받아 이 다리로 최대한의 병력을 집결시켜 도하하게 했다. 당시 아이젠하워는 이 다리를 두고 "그 다리는 같은 중량의 금만큼 가치가 있다"(The bridge is worth its weight in gold)라고 말했다고 한다. 그러나 엄청난 기대를 모았던 이 루덴도르프 교는 전황에 기대했던 것만큼 결정적인 역할은 하지 못했다. 왜냐하면 2번의 폭발로 인해 골조의 안정성이 크게 위협받고 있던 실정이었고 따라서 전차, 장갑차 등의 중장비들은 그 옆에 건설된 가교를 이용해야 했다. 그래도 3월 17일 이전까지는 많은 수의 미군과 장비가 라인 강을 건너 독일 중심부로 진격할 수 있었다. 전쟁사가들은 루덴도르프 교 점령의 전략상 중요성에 대해서는 회의적이나, 연합군이 라인강을 도하함으로써의 심리 이득과 함께, 연합군의 사기를 증진시켰다는 것은 자명하다.
연합군에게 엄청난 이득이 된 것도 아니지만, 히틀러는 이 비보에 분노했고 이와 관련된 모든 병사/장교들에게 엄중히 처벌을 내리겠다고 명령하여 결국 교각 폭파의 책임자들인 한스 쉘러(Hans Scheller) 소령, 카를 하인츠 페터슨(Karl Heinz Petersen) 중위, 헤르베르트 슈트로벨(Herbert Strobel) 소령, 아우구스트 크라프트(August Kraft) 소령 등이 친위대에 의해 체포되었다. 이들은 군 법정에 세워졌고 판사인 빌리 브라트게(Willi Bratge) 대위는 직무 위반과 불이행으로 유죄를 선고했다. 이들은 곧 처형되었다. 이때 처형된 장교와 사병을 포함한 독일군 공병은 총 20명이었다. 또한 3월 9일에는 다리 탈취를 이유로 들어 서부전선 총사령관이었던 게르트 폰 룬트슈테트에게 '명예로운 퇴역' 을 제안해 경질시킨 후 알베르트 케셀링을 대신 임명했다.

### 독일군의 폭파 시도

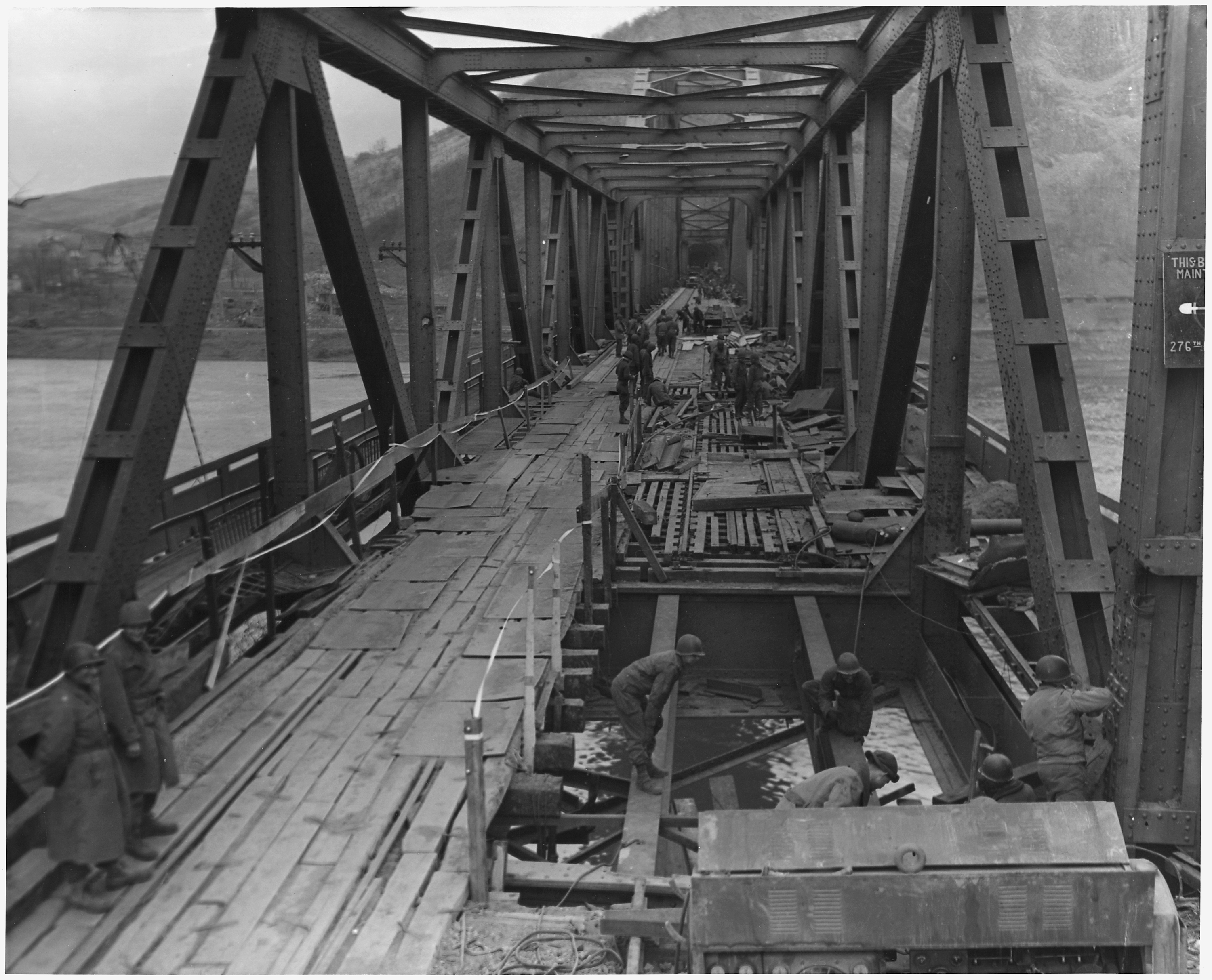
무너지기 4시간 전의 루덴도르프 교

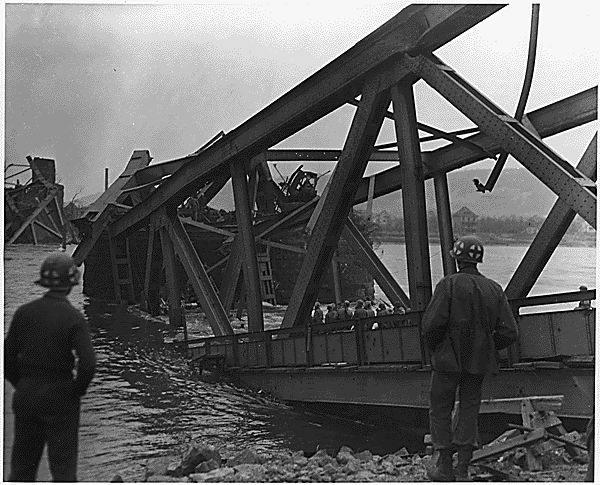
무너진 후의 루덴도르프 교

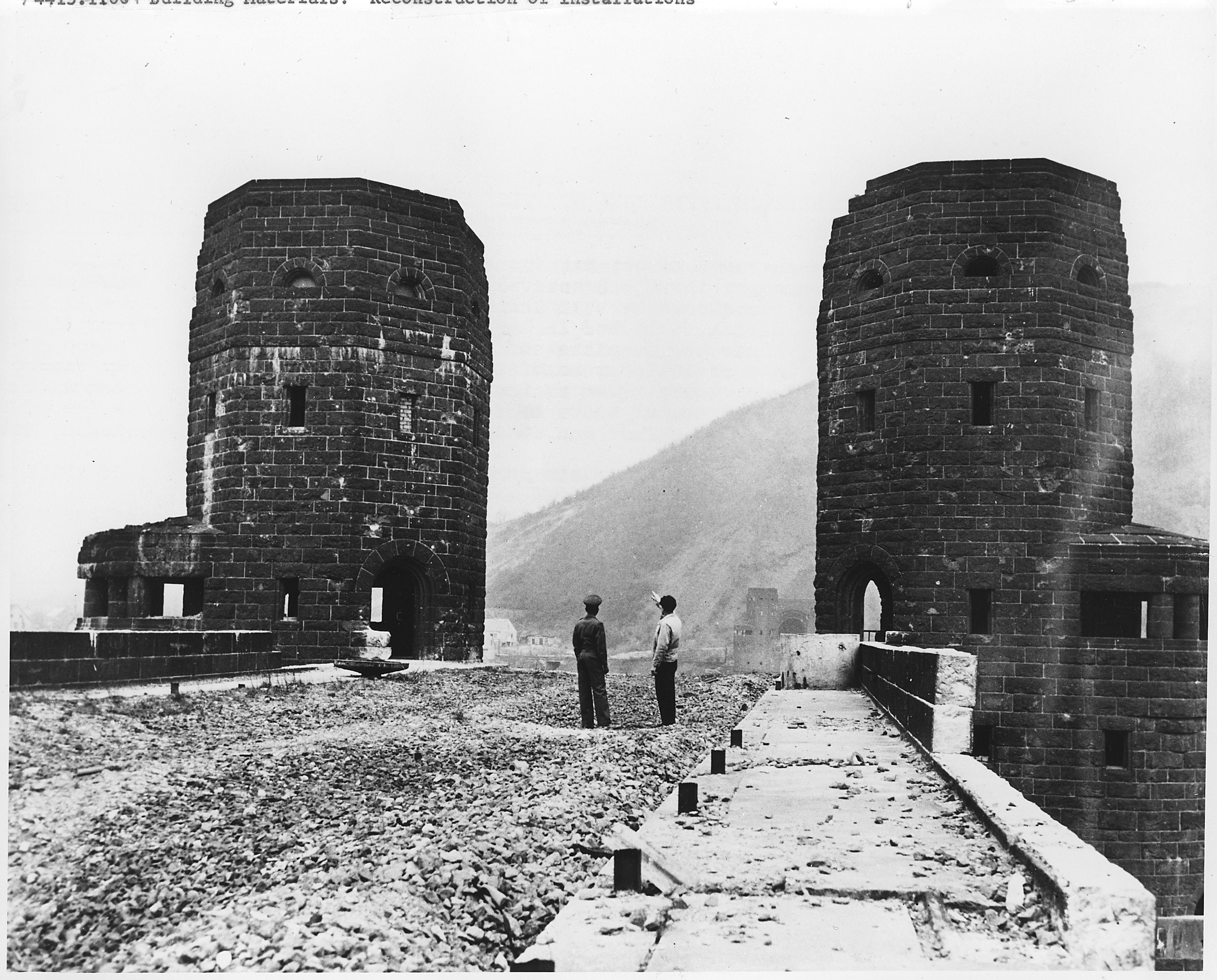
1950년의 루덴도르프 교

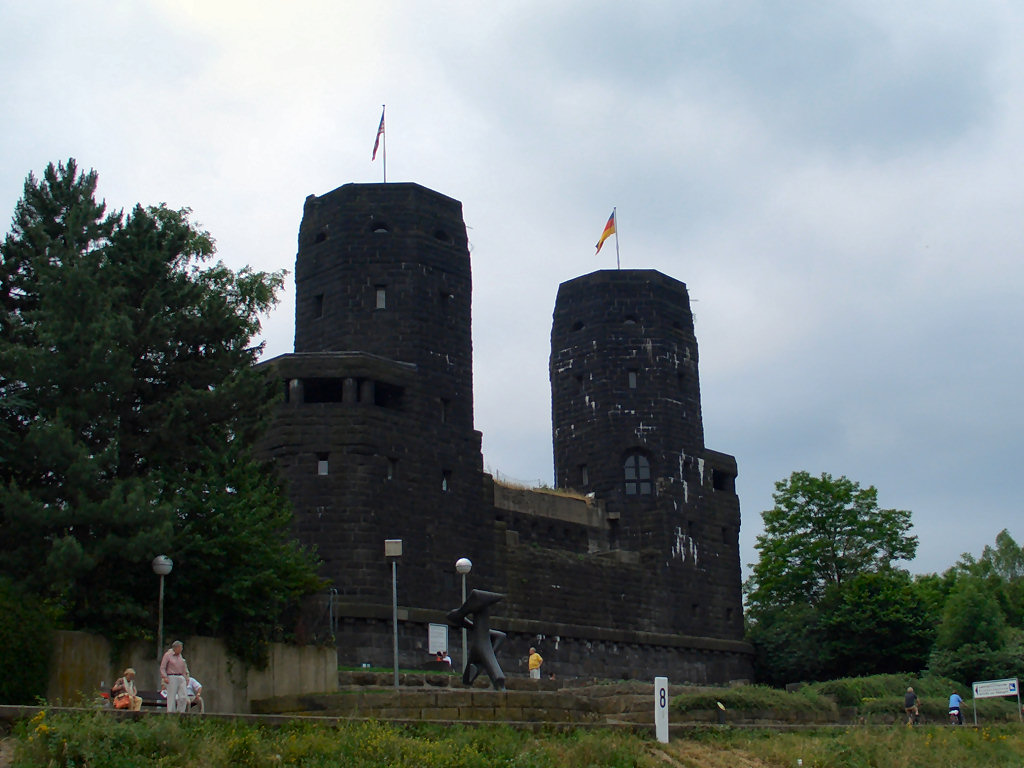
루덴도르프 교 망루(2005년)

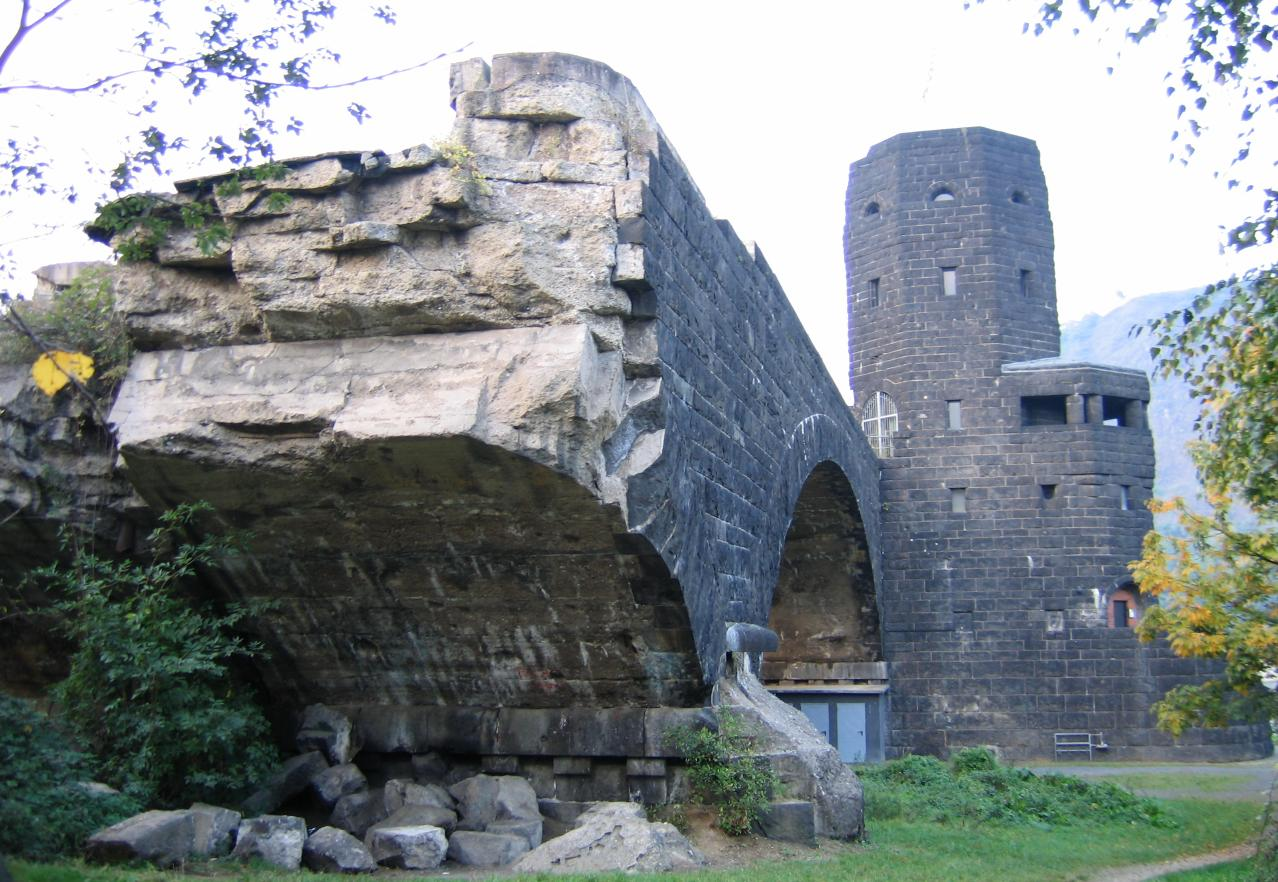
현재의 루덴도르프 교(2005년)

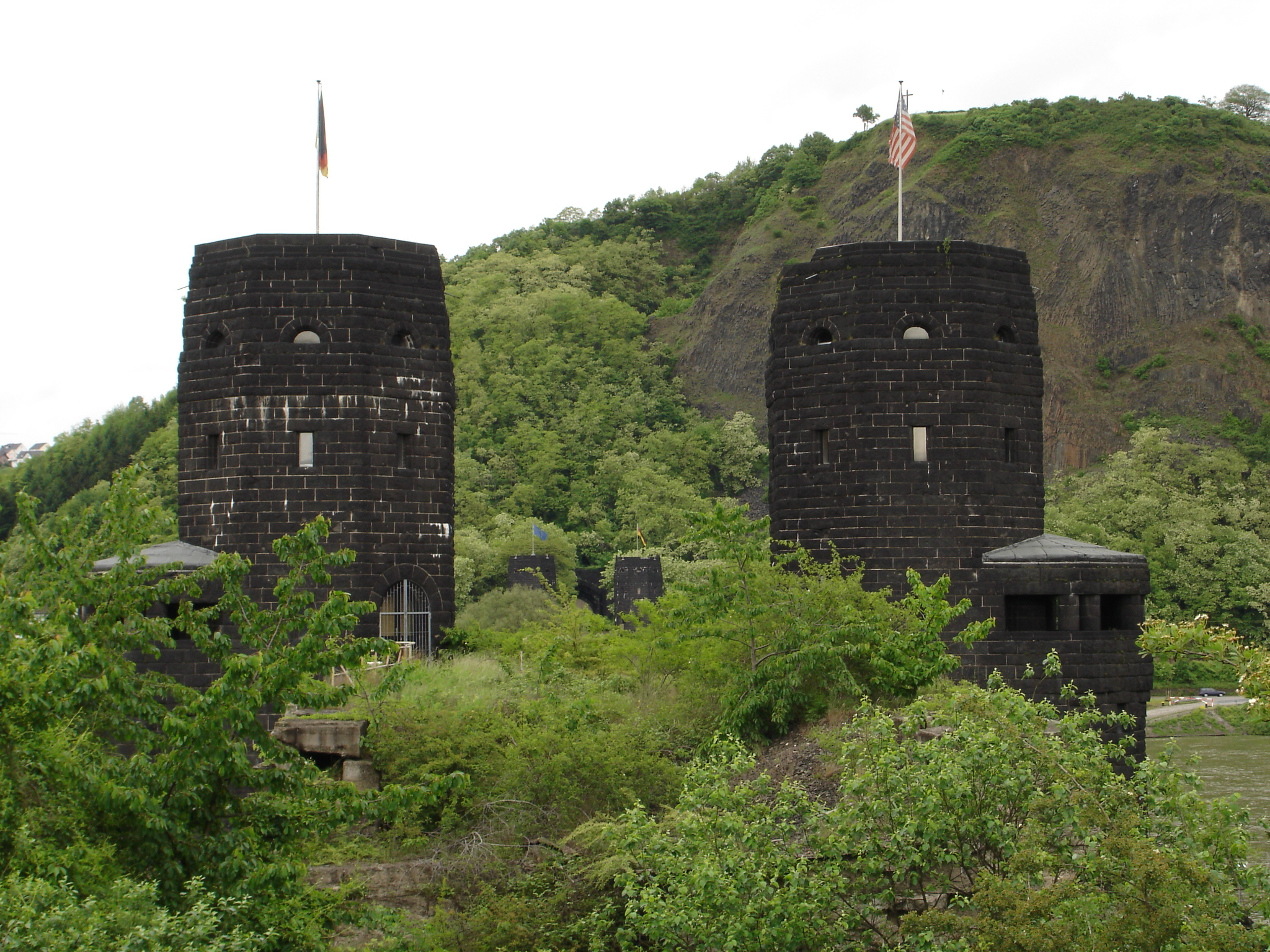
현재의 루덴도르프 교(2006년)

히틀러는 즉시 9 기갑사단, 11 기갑사단을 동원해 교두보의 미군을 격퇴하라고 지시했으나 격퇴당하자, 다시 루프트바페에게 명령해 3월 8일 8대의 Ju-87 슈투카를 포함한 10대, 3월 15일 Me-262 폭탄기형과 Ar-234 '브릿츠' 고속폭격기를 포함해 총 21대로 공격을 하게 했지만 오히려 연합군 대공포에 의해 15대가 격추되는 등 결국 실패에 그치고 말았다. 히틀러는 17cm 열차포를 이용해 루덴도르프 교를 폭격하라고도 지시했고, 오토 스코르체니에게 3월 12일 이 다리를 폭파하라는 명령을 하달했지만 오토 스코르체니 휘하 폭파 특공대는 오히려 반수가 전사한 채 그냥 돌아올 수밖에 없었다.
이것저것 다 수포로 돌아가자 히틀러는 3월 16일 프리츠 바이에를라인 장군에게 명령해 민간인 사망은 간주하지 말고 루덴도르프 교와 미군의 교두보를 상대로 V-2 로켓을 발사시키라고도 지시했고, 바이에를라인은 휘하의 캄믈러(독일어: Kammler) 장군에게 명령을 내려 즉시 레마겐에서 약 130마일 정도 떨어진 헬렌도른(독일어: Hellendoorn)에 있는 친위대 독립 제 500 대대에 발사 준비를 시켰다. 본디 히틀러는 2-3일 사이에 약 50 ~ 100발의 V-2를 사용하려고 했으나 운용 인력 부족과 액체연료 공급 차질 때문에 3월 16일날 11대만을 발사하는데 그쳤고, 명중률과 자이로의 결함 때문에 모두 빗나갔다. 이때 발사된 한 V-2 로켓은 루덴도르프 교와 1km 떨어진 에르펠의 아폴리나리스 교회(독일어: Apollinariskirche) 에 떨여져 교회 주위의 여러 건물들이 파괴되었고, 폭발의 충격은 도시의 모든 건물을 강타했다. 또 다른 V-2 로켓은 다리에서 1마일도 안 떨어진 라인 강에 직격으로 떨어졌고, 전체 레마겐 시는 물론이고 40km 떨어진 쾰른에서도 진동이 느껴질 정도였다.
다리가 무너진 3월 17일의 9시 30분에는 헤르만 요셉 란게(독일어: Hermann Joseph Lange)라는 농부가 소유하고 있던 집 뒷마당에 V-2가 떨어져 당시 집에서 숙사하던 12명의 미군 중 3명이 즉사했고, 뒷마당에 있던 18마리의 농장 동물들이 폭발로 인해 '사라졌다'. V-2가 폭발한 지점은 루덴도르프 교에서 겨우 270m 떨어진 지점이라 상당한 충격이 가해졌고, 엄청난 폭발 때문에 다리 주변이 작은 지진같은 진동이 일어나기도 했다. 12시 20분에는 다른 V-2 로켓이 제 1159 공병단의 사령부가 있던 지점을 강타했고, 3명이 전사했으며 31명이 부상당했고, 오후 2시경 다른 V-2가 폭발했다.

### 붕괴
3월 7일 전투 시 발생했던 피해와 V-2의 간접적인 충격이 가해져 결국 루덴도르프 교는 탈취 10일 후인 3월 17일 오후 4시 30분경 무너져 내렸다. 이 붕괴로 다리를 손보고 있던 28명의 미군 공병이 사망했으며 93명이 부상당했다. 그러나 이미 미군은 충분히 교두보들을 세워두었고 그 옆에 가교를 설치해 놓았기 때문에 아무런 차질은 없었으며, 사실 루덴도르프 교의 붕괴로 전술적으로나 전략 가치는 상실되지 않았다. 다음 날인 3월 18일 히틀러는 루덴도르프 교의 파괴에 대해 헬렌도른에 주둔하고 있던 SS 제 500 대대를 치하하는 전보를 보냈다. 그러나 히틀러가 루덴도르프 교에 직격된 V-2 로켓이 하나도 없었다는 점을 알고 있었는지는 모르며, 단지 붕괴 당일에 공격이 실시되었기 때문에 그렇게 생각했을 가능성이 높다.
그런데 흥미로운 것은 당시 미 공군의 제임스 C, 하스도어프(영어: James C. Hasdorff) 박사가 헬무트 A. 쿠어슈너라는 독일군을 심문하여 나온 구술 기록 K239.0512-1648 에 보면 이러한 것이 기록되어 있다.

..."in March 1945, the U.S. Army crossed the Rhine River at Remagen. That's the famous bridge which was intentionally not destroyed by the German military. As a matter of fact, as it has been documented, they disobeyed orders to destroy it because they knew it was senseless".

...."1945년 3월, 미군은 레마겐에서 라인 강을 도하했다. 이 다리는 유명한 교각이었는데 의도적으로 독일군이 파괴하지 않았다. 중요한 사실은, 기록에 남겨졌듯이, 그들은 이 명령이 무의미한 것을 알았기 때문에 파괴하라는 명령에 불복종 했다는 것이다."...

### 전후
1957년 미국 작가인 켄 헥슬러(영어: Ken Hechler)는 루덴도르프 교를 주제로 한 '레마겐의 철교'를 발표했고, 이를 토대로 1968년 존 길러민(영어: John Guillermin)이 동명 영화를 제작했다. 그리고 1976년, 1945년 당시 레마겐 시장이었던 한스 페터 쾨르텐(독일어: Hans Peter Kürten)은 독일 정부에서 지원받은 10만 마르크로 주변 환경 정비, 기념 조형물과 공원을 조성했고, 1978년 3월 10일에 개장했다. 루덴도르프 교는 이제 유명한 관광지로 많은 참전 용사들과 관광객이 찾아오고 있으며, 망루에는 1980년 3월 7일에 개장한 레마겐 평화 박물관(독일어: Friedensmuseum)이 자리잡고 있다.